# Serie A2 1990-1991 (pallavolo femminile)
La Serie A2 femminile FIPAV 1990-91 fu la 14ª edizione della manifestazione organizzata dalla FIPAV.
Delle 24 partecipanti, Orion Sesto San Giovanni e Ceramica Caltagirone provenivano dalla Serie A1, mentre Aquila Azzurra Trani, Colli Aniene Roma, La Mela d'Oro Bergamo, Missoni Sumirago, Sagis Imola e Vallina Pistoia  erano le neopromosse dalla Serie B. Alla rinuncia di Erg Genova sopperì infine il ripescaggio dell'Antoniana Pescara.

## Classifiche
| Pos. | Squadra                  | Pt | G  |
| ---- | ------------------------ | -- | -- |
| 1.   | Orion Sesto San Giovanni | 34 | 18 |
| 2.   | Paris Mode Verona        | 32 | 18 |
| 3.   | Missoni Sumirago         | 28 | 18 |
| 4.   | Cistellum Cislago        | 18 | 18 |
| 5.   | La Mela d'Oro Bergamo    | 16 | 18 |
| 6.   | Accornero Savigliano     | 16 | 18 |
| 7.   | Sagis Imola              | 14 | 18 |
| 8.   | Fulgor Fidenza           | 10 | 18 |
| 9.   | Galup Pinerolo           | 8  | 18 |
| 10.  | Vallina Pistoia          | 4  | 18 |

| Pos. | Squadra                           | Pt | G  |
| ---- | --------------------------------- | -- | -- |
| 1.   | Unibit Roma                       | 28 | 16 |
| 2.   | Iveco Impresem Agrigento          | 26 | 16 |
| 3.   | Molise Dati Campobasso            | 24 | 16 |
| 4.   | Aurora Giarratana                 | 24 | 16 |
| 5.   | Tor Sapienza Roma                 | 18 | 16 |
| 6.   | Ceramica Caltagirone              | 18 | 16 |
| 7.   | Metronotte Baiengas Ascoli Piceno | 18 | 16 |
| 8.   | Aquila Azzurra Trani              | 14 | 16 |
| 9.   | Antoniana Pescara                 | 10 | 16 |
| 10.  | Popolare Pescopagano Potenza      | -  | 16 |

| Promosse in Serie A1 e ammesse ai play-off scudetto | Retrocesse in Serie B1 | Retrocesse dopo spareggi |